# Brachyscleroma zhoui
Brachyscleroma zhoui är en stekelart som beskrevs av He, Chen och Ma 2000. Brachyscleroma zhoui ingår i släktet Brachyscleroma och familjen brokparasitsteklar. Inga underarter finns listade.